# Administrateur de la ville de Paris
Les administrateurs de la ville de Paris forment un corps de hauts fonctionnaires territoriaux de catégorie A+ de la filière administrative au sein de l'administration de la Ville de Paris. Ils exercent les plus hautes fonctions de conception et d'encadrement dans les Directions et au Secrétariat général de la Ville. 
En 2016, le corps compte 135 membres recrutés à 69 % à la sortie de l'ENA, deux ou trois lauréats rejoignant chaque année ses rangs. Un tiers d'entre eux sont en détachement ou en mobilité, notamment dans les cabinets ministériels. Ils tiennent 12 des 26 plus hauts postes de l’administration centrale de la Ville.